# Prušnja vas
Prušnja vas este o localitate din comuna Krško, Slovenia, cu o populație de 44 de locuitori.